# Route nationale 5bis
Die N5bis war eine französische Nationalstraße, die 1824 zwischen Brie-Comte-Robert und der N5 südlich von Montereau-Fault-Yonne festgelegt wurde. Sie geht auf die Route impériale 6bis zurück. 1829 kam dann der Abschnitt zwischen Sens und Avrolles dazu, da die N5 auf diesem Abschnitt neu trassiert wurde. Ihre Gesamtlänge betrug 115 Kilometer. 1949 wurde der Teil zwischen Sens und Avrolles auf die N6 und N443 aufgeteilt. Außerdem tauschte sie zwischen Melun und der Kreuzung südlich von Montereau-Fault-Yonne ihre Trasse mit der N5. 1973 wurde der von der N443 übernommene Abschnitt abgestuft und 2006 der von der N6. 1978 erfolgte dann die Umnummerierung in N105. Bis 2006 wurde dann wegen der parallelen Autobahn A105 die N105 auch bis auf ein kurzes Stück bei Melun abgestuft.

## N 5bisa
Die N 5bisA war von 1933 bis 1973 ein Seitenast der N5bis, der von dieser innerhalb von Moret-sur-Loing zum Bahnhof lief. Sie trägt heute die Nummer D302A.